# مسجد آق
مسجد آق هو مسجد يقع في طشقند في أوزبكستان، ويعرف أيضاً بالمسجد الأبيض بني في فترة 1838 و1842 م.